# قطعنامه ۵۴۸ شورای امنیت
قطعنامه ۵۴۸ شورای امنیت سازمان ملل متحد که در تاریخ ۲۴ فوریه ۱۹۸۴ تصویب شد، سندی بین‌المللی دربارهٔ پذیرش اعضای جدید سازمان ملل متحد: برونئی است. این قطعنامه طی نشست ۲۵۱۸ام با ۱۵ موافق، ۰ مخالف و ۰ ممتنع تصویب شد.